# Lista de membros do elenco de Terminator
The Terminator é uma franquia de mídia de ficção científica criada por James Cameron e Gale Anne Hurd no início da década de 1980. O ramo cinematográfico da franquia é composto por seis filmes lançados entre 1984 e 2019 e de grande sucesso comercial e aclamação crítica. O enredo da franquia aborda uma versão de mundo pós-apocalíptica em que a humanidade passa a ser controlada pelo sistema de inteligência artificial Skynet. O humano sobrevivente John Connor, então, lidera uma resistência com seus aliados e realiza diversas viagens no tempo na tentativa de alterar os eventos futuros.
O primeiro filme da franquia, lançado em 1984, foi estrelado por Arnold Schwarzenegger como o antagonista principal T-800 - o "Exterminador" propriamente dito - Linda Hamilton como Sarah Connor e Michael Biehn como Kyle Reese. O elenco principal foi mantido na sequência Terminator 2: Judgement Day (1992) com o acréscimo de Edward Furlong no papel da versão adolescente de John Connor e Robert Patrick como o antagonista T-1000. No terceiro filme, lançado em 2003, Schwarzenegger reprisa seu papel mas na posição de anti-herói já que o posto de antagonista é assumido por Kristanna Loken como a droide T-X que persegue Connor e sua noiva Kathe Brewster vividos por Nick Stahl e Claire Danes, respectivamente.  
Após o afastamento de Schwarzenegger da carreira cinematográfica em 2004, a franquia entrou em um hiato criativo que perdurou até a produção de Terminator Salvation (2009), estrelado por Christian Bale como John Connor, Sam Worthington como Marcus Wright, Anton Yelchin como Kyle Reese e Bryce Dallas Howard como Kate Connor. Concebido originalmente como o primeiro de uma nova trilogia, este é até então o único filme da franquia Terminator que não inclui Schwarzenegger no elenco.

## Elenco deTerminator
- A lista abaixo é ordenada pelos nomes das personagens em ordem alfabética a contar pelo sobrenome independentemente da relevância desta no universo fictício. O eventual título ou cargo da personagem aparece em menor tamanho acima do nome. O alter ego da personagem aparece em menor tamanho abaixo do nome.

| Personagem                      | Filme                 | Filme                   | Filme                           | Filme                       | Filme                       | Filme                        |
| Personagem                      | The Terminator (1984) | T2: Judgment Day (1991) | T3: Rise of the Machines (2003) | Terminator Salvation (2009) | Terminator Genisys (2015)   | Terminator: Dark Fate (2019) |
| ------------------------------- | --------------------- | ----------------------- | ------------------------------- | --------------------------- | --------------------------- | ---------------------------- |
| Alex                            |                       |                         |                                 |                             | Matt Smith                  |                              |
| Alicia                          |                       |                         |                                 |                             |                             | Alicia Borrachero            |
| General Hugh Ashdown            |                       |                         |                                 | Michael Ironside            |                             |                              |
| Tenente Barnes                  |                       |                         |                                 | Common                      |                             |                              |
| Detetive Bell                   |                       |                         | Mark Hicks                      |                             |                             |                              |
| Katherine Brewster              |                       |                         | Claire Danes                    | Bryce Dallas Howard         |                             |                              |
| Tenente-general Robert Brewster |                       |                         | David Andrews                   |                             |                             |                              |
| Matt Buchanan                   | Rick Rossovich        |                         |                                 |                             |                             |                              |
| Detetive Cheung                 |                       |                         |                                 |                             | Sandrine Holt               |                              |
| John Connor                     |                       | Edward Furlong          | Nick Stahl                      | Christian Bale              | Jason Clarke                | Edward Furlong               |
| Sarah Connor                    | Linda Hamilton        | Linda Hamilton          |                                 | Linda Hamilton              | Emilia Clarke               | Linda Hamilton               |
| Sarah Louise Connor             | Marianne Muellerleile |                         |                                 |                             |                             |                              |
| Major Dean                      |                       |                         |                                 |                             |                             | Fraser James                 |
| Nick Delaney                    | Bill Wisher           |                         |                                 |                             |                             |                              |
| Miles Dyson                     |                       | Joe Morton              |                                 |                             | Courtney B. Vance           |                              |
| Nancy Dizon                     | Shawn Schepps         |                         |                                 |                             |                             |                              |
| Daniel Dyson                    |                       | DeVaughn Nixon          |                                 |                             | Dayo Okeniyi                |                              |
| Tarissa Dyson                   |                       | S. Epatha Merkerson     |                                 |                             |                             |                              |
| Detetive Edwards                |                       |                         | Kim Robillard                   |                             |                             |                              |
| Felipe Gandal                   |                       |                         |                                 |                             |                             | Tristán Ulloa                |
| Rob Garrett                     | Dick Miller           |                         |                                 |                             |                             |                              |
| Carl Gibbons                    |                       | Abdul Salaam El Razzac  |                                 |                             |                             |                              |
| Craig Grummond                  |                       |                         |                                 |                             |                             | Stuart McQuarrie             |
| William Hardell                 |                       |                         |                                 |                             |                             | Tom Hopper                   |
| Grace Harper                    |                       |                         |                                 |                             |                             | Mackenzie Davis              |
| Johnny                          | Bill Paxton           |                         |                                 |                             |                             |                              |
| Serena Kogan                    |                       |                         |                                 | Helena Bonham Carter        |                             |                              |
| General Dmitri Losenko          |                       |                         |                                 | Ivan G'Vera                 |                             |                              |
| Scott Mason                     |                       |                         | Mark Famiglietti                |                             |                             |                              |
| Mateo                           |                       |                         |                                 |                             |                             | Manuel Pacific               |
| Tenente Matias                  |                       |                         |                                 |                             | Michael Gladis              |                              |
| Detetive O'Brien                | J. Randolph Harrison  |                         |                                 |                             | J. K. Simmons Wayne Bastrup |                              |
| Daniella Ramos                  |                       |                         |                                 |                             |                             | Natalia Reyes                |
| Diego Ramos                     |                       |                         |                                 |                             |                             | Diego Boneta                 |
| Vicente Ramos                   |                       |                         |                                 |                             |                             | Enrique Arce                 |
| Kyle Reese                      | Michael Biehn         | Michael Biehn           |                                 | Anton Yelchin               | Jai Courtney                |                              |
| Rev-9                           |                       |                         |                                 |                             |                             | Gabriel Luna                 |
| Rick                            | Brian Thompson        |                         |                                 |                             |                             |                              |
| Rigby                           |                       |                         |                                 |                             |                             | Steven Cree                  |
| Enrique Salceda                 |                       | Cástulo Guerra          |                                 |                             |                             |                              |
| Peter Silberman                 | Earl Boen             | Earl Boen               | Earl Boen                       |                             |                             |                              |
| Star                            |                       |                         |                                 | Jadagrace Berry             |                             |                              |
| SkyNet                          | Mencionado            | Mencionado              | Mencionado                      | Helena Bonham Carter        | Mencionado                  | Mencionado                   |
| T-600                           |                       |                         |                                 | Brian Steele                |                             |                              |
| T-800                           | Arnold Schwarzenegger | Arnold Schwarzenegger   | Arnold Schwarzenegger           | Roland Kickinger            | Arnold Schwarzenegger       | Arnold Schwarzenegger        |
| T-1000                          |                       | Robert Patrick          |                                 |                             | Lee Byung-hun               |                              |
| T-X                             |                       |                         | Kristanna Loken                 |                             |                             |                              |
| Tim                             |                       | Danny Cooksey           |                                 |                             |                             |                              |
| Ed Traxler                      | Paul Winfield         |                         |                                 |                             |                             |                              |
| Ginger Ventura                  | Bess Motta            |                         |                                 |                             |                             |                              |
| Virginia                        |                       |                         |                                 | Jane Alexander              |                             |                              |
| Janelle Voight                  |                       | Jenette Goldstein       |                                 |                             |                             |                              |
| Todd Voight                     |                       | Xander Berkeley         |                                 |                             |                             |                              |
| Hal Vukovich                    | Lance Henriksen       |                         |                                 |                             |                             |                              |
| Blair Williams                  |                       |                         |                                 | Moon Bloodgood              |                             |                              |
| Marcus Wright                   |                       |                         |                                 | Sam Worthington             |                             |                              |